# Soong Fie Cho
Soong Fie Cho (* 5. Januar 1989) ist eine malaysische Badmintonspielerin. 

## Karriere
Soong Fie Cho belegte bei den Indonesia International 2012, den Malaysia International 2012 und den India International 2012 Rang drei. Bei den Vietnam International 2012 wurde sie Zweite. Im Dezember 2012 wurde sie nationale malaysische Meisterin im Doppel und im Mixed. 2013 siegte sie bei den Iran Fajr International. Bei den French International 2013 wurde sie Zweite, bei den Finnish International 2013 Dritte. 2015 gelang ihr gemeinsam mit Amelia Alicia Anscelly der Sieg bei den Syed Modi International.